# Masami Tsuda
津田雅美
Œuvres principales
Première œuvre : Aete yokatta
Autres ouvrages :
- Ashita mata mori de aōne
- Busu to himegimi
- Tora to kamerion
- Tenshi no sumu heya
- Kare Kano
- Onna ni natta hi
- Yume no shiro
- Akai mi
- Eensy-weensy monster
- Nostalgia
- Chotto edo made

Masami Tsuda (津田雅美), née le 9 juillet 1970 dans la Préfecture de Kanagawa au Japon, est une mangaka.

## Biographie
Masami Tsuda commence sa carrière de mangaka en 1993 avec le shōjo manga Aete yokatta (会えてよかった) prépublié dans le magazine japonais LaLa.